# 苯基膦
苯基膦是一种有机磷化合物，化学式为C6H5PH2。它是苯胺的磷类似物。像其他一级膦一样，苯基膦具有强烈的刺鼻气味，且高度可氧化。它主要用作其他有机磷化合物的前体。它也可以充当配位化学中的配体。

## 合成
在醚中用氢化铝锂还原苯基二氯化膦可制得苯基膦：
LiAlH4 + 2C6H5PCl2 → 2C6H5PH2 + Li+ + Al3+ + 4Cl−
这个反应在氮气氛下进行，以防止涉及氧气的副反应。

## 反应
苯基膦在空气中氧化，得到其氧化物。
C6H5PH2 + O2 → C6H5P(OH)2
双(2-氰乙基苯基)膦是一种受到关注的合成中间体，可以从苯基膦中通过对丙烯腈进行碱催化烯丙基加成制备。
C6H5PH2 + 2CH2=CHCN → C6H5P(CH2CH2CN)2
双(2-氰乙基苯基)膦是1-苯基-4-膦酮的一个有用的前体，可以通过碱诱导的环化反应和水解制备它。可以通过还原、格氏试剂和列福尔马茨基试剂，使用膦酮制备烯烃、胺、吲哚、仲醇和叔醇。
苯基膦会与许多金属配合物反应，生成配合物和簇。它是某些簇中磷烯桥接配体的前体。
2 (C6H5)2MCl  +  C6H5PH2  +  3 (C2H5)3N    →   ((C6H5)2M)2PC6H5  +  3 (C2H5)3N•HCl
苯基膦也可以用于聚合物的合成。通过自由基引发或紫外线照射，苯基膦与1,4-二乙烯基苯或1,4-二异丙烯基苯的加聚反应会形成含磷聚合物，具有自熄性。聚合物与聚苯乙烯和聚乙烯等易燃聚合物混合时，混合聚合物具有阻燃性质。